# Кривошта, Николай Петрович
Николай Петрович Кривошта (1916, Полтавская губерния — 25 августа 1942, Верхореченский сельский совет, Крымская АССР) — советский пограничник, политработник, в годы Великой Отечественной войны с ноября 1941 года партизан, боец Красноармейского отряда, позднее командир  Ялтинского партизанского отряда, комиссар объединенного Севастопольского партизанского отряда. Погиб в бою  у горы Басман. Могила партизана — объект культурного наследия народов России регионального значения.

## Биография
Николай Петрович Кривошта родился в 1917 году (по другим сведениям в 1916) в Полтавской губернии, по специальности агроном. В пограничных войсках ОГПУ-НКВД с 1934 года. Член ВКП(б) с 1939 года. В 1941 году политрук Н. П. Кривошта был заместителем начальника учебной заставы ОШМНС пограничных войск НКВД Черноморского округа по политчасти.
С 1 ноября 1941 года в боях за Крым в составе 51-й армии. Ранен в правую ногу в ноябре 1941 года в бою с карателями. В Ялтинский партизанский отряд прибыл с отступающими частями. Кривошта Н. П. отличился в первом бою отряда с гитлеровцами в ноябре 1941 года в урочище Красный Камень над Ялтой. После гибели командира Мошкарина Д. Г. возглавил партизанский отряд, в который вскоре влились партизаны Раздольненского (Ак-Шеихского) района. В 1942 году комиссар Объединенного Севастопольского партизанского отряда 4-го района партизанского движения Крыма. Под руководством комиссара  Объединенного Севастопольского партизанского отряда Кривошты Н. П. было проведено 26 операций в которых уничтожено 18 автомашин боеприпасами и 221 гитлеровцев. 28 марта 1942 года в составе группы из 4 человек на магистрали уничтожил 3 автомашины с грузами и 16 фашистов. Группу преследовали каратели, окружили партизан. Было отбито 16 атак карателей, в критический момент боя политрук с двумя гранатами с криками «За Родину! УРА!» бросил гранаты в гущу карателей при этом было уничтожено 42 врага, вырвался с группой из окружения.
18 апреля 1942 года лично ночью находился в разведке в Гурзуфе, где обнаружил 11 пьянствующих немецких офицеров. Две гранаты полетели в окно, после взрыва расстрелял в упор из автомата трех выбегавших из дома немецких офицеров. Всего уничтожил 8 офицеров, захватив трофеи возвратился в отряд.
Руководил выходом на Южный берег для эвакуации отряда морем из-за массовой дистрофии и болезней. Катера на рандеву не вышли. 25 августа 1942 года старший политрук Н. П. Кривошта вместе с группой партизан попал в засаду недалеко от горы Басман. Завязался бой, в котором Николай Петрович погиб от руки предателя Бекира.
В книге И. З. Вергасова описана его смерть: «Кривошта всеми силами старался к рассвету добраться до Демир-Капу и срочно спуститься в заповедник. Сорок километров марша по каменистой и распроклятой яйле… …Леша! Я поведу разведку, а ты в случае чего бери резко вправо и дуй на Кемаль-Эгерек, — сказал Кривошта своему заместителю Алексею Черникову. Два пограничника обнялись. Кривошта побежал, за ним группа партизан. Рядом с командиром бежала семнадцатилетняя сестричка Нора Давыдова, которая никак не хотела остаться с отрядом. Пулеметы ударили в упор, Кривошта на секунду застыл, а потом начал медленно падать. — Товарищ командир! — Нора к нему. Николай Петрович поднялся и ещё нашел силы дать сигнал Черникову: мол, веди, куда приказывал! Сам же, шатаясь, добрался до опушки, обнял толстый ствол бука и стал медленно оседать на землю. Нора Давыдова с трудом вспоминает эти часы. Невозможно объяснить, как это худенькая семнадцатилетняя девчонка перетащила смертельно раненного командира через перевал и остановилась только на скате Басман-горы.»

## Награды
21 июля 1942 года был награждён орденом Красного Знамени.

## Память
После окончания войны на его могиле был сооружен деревянный, а в мае 1965 года к 20-летию Победы установлен новый памятник. Его автор неизвестен. Памятник расположен на территории Бахчисарайского лесничества, на расстоянии 800 метров от дома лесника на поляне «Кермен». Памятник представляет собой стилизованный факел с развивающимся пламенем на металлическом основании посередине каменной глыбы. Перед факелом, на основании, изображение пятиконечной звезды. Мемориальная табличка с текстом: «Командир партизанского отряда Кривошта Николай Петрович погиб в 1942 г.». С левой стороны установлена табличка с надписью: «Установлено 8 мая 1965 молодежью завода им. С. Орджоникидзе г. Севастополя. Первый деревянный памятник был установлен ленинградскими пионерами». Перед памятником устроена клумба, огороженная бордюром из натурального камня.
На Украине — памятник истории местного значения. Приказ Министерства культуры Украины от 31.07.2012 № 814, охранный № 1898-АР.  Памятник культурного наследия Украины. Охр. № 1898 Охранная зона в пределах площади поляны, утверждена решением Крымского облисполкома от 15.01.1980 № 16.
В Российской Федерации с 20 декабря 2016 года объект культурного наследия народов России регионального значения  Объект культурного наследия народов РФ регионального значения. Рег. № 911710945780005 (ЕГРОКН)
Именем Н. П. Кривошты названа улица в Ялте.